# 車站編號

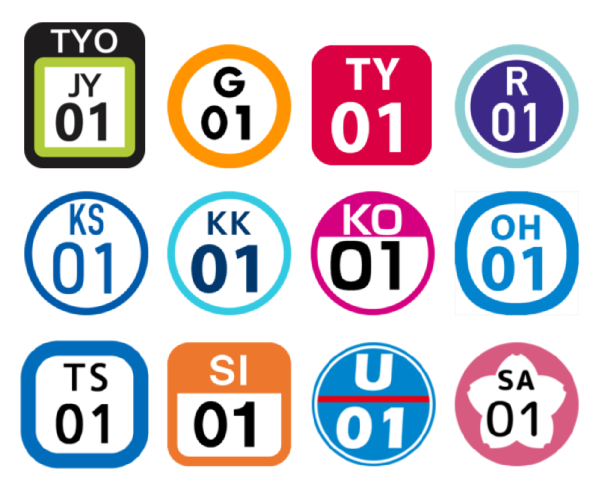
車站編號的例子

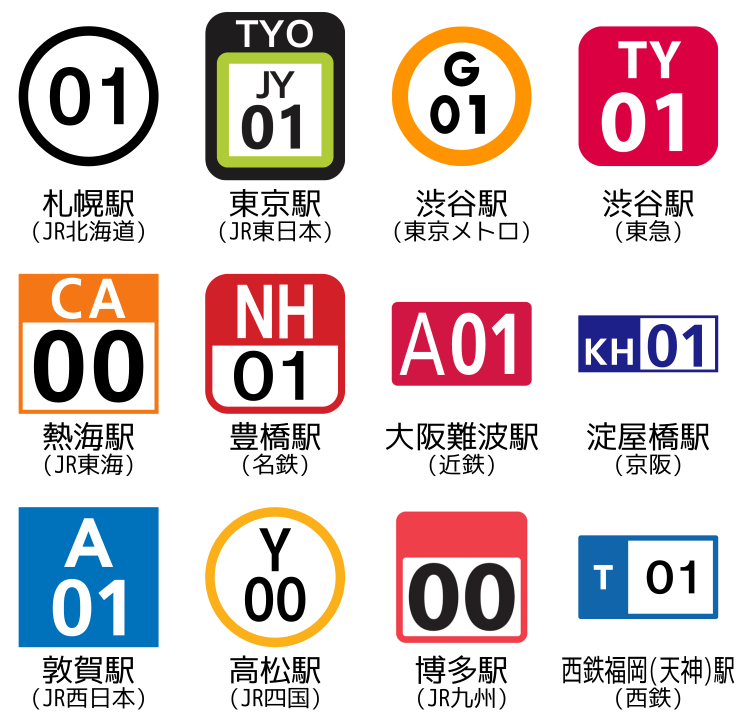
日本鐵道車站編號的例子

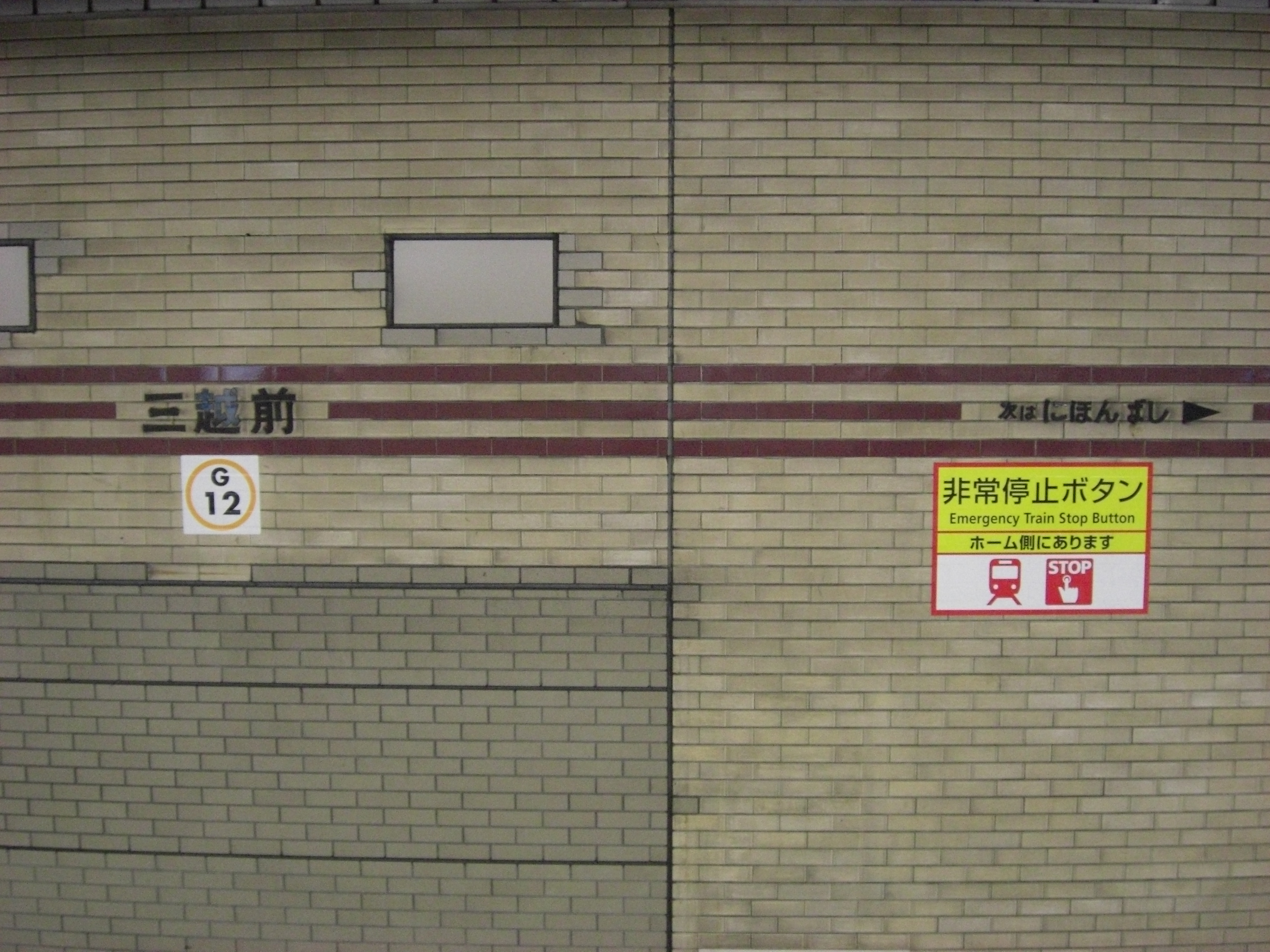
後來實施的車站編號，於牆壁表面貼上車站編號貼紙（G12）的例子（東京地下鐵銀座線三越前站）

車站編號，是對鐵路車站除常見的站名以外，增設的字母（主要是拉丁字母，但也有个别国家使用其他字母）和阿拉伯數字等代號的制度。因拉丁字母和阿拉伯數字已於全世界普及，因此加入車站編號以便旅行者以及色盲色弱人士識別。除鐵路車站外亦有巴士站導入的例子。通常出現於母語並非為拉丁文字的地區。

## 車站編號的組成
車站編號通常由記號部分與數字部分（編號部分）組成。多數為字母搭配數字之組合，但亦有以下例外
只使用數字的例子
- 中国铁路5位数字车站码（见下文）
- 日本的例子：

- 全線只使用數字：金澤海岸線、大糸線、越美南線、明知線、豐橋鐵道、愛知環狀鐵道線、伊勢線、大阪單軌電車、貴志川線、愛之風富山鐵道線、一畑電車、伊予鐵道市內電車線、小倉線、長崎電氣軌道（除昭和町通停留場外）、熊本市電A系統、沖繩都市單軌電車
- 個別車站只使用數字：JR北海道札幌站（01）、JR九州博多站（00）

- 韓國首都圈電鐵1號線至9號線大部分車站
- 独联体国家的ASU-Express3（俄语：АСУ «Экспресс»）及ESR
- 台中捷運主線車站
- 台灣鐵路各站

只使用字母的例子
- 中国铁路各车站的电报码（主要用于CTC系统）和拼音码（主要用于售票系统）
- 港鐵（只用作員工內部溝通之用）
- JR东日本在首都圈部分客流较大的车站追加的三字母额外编号（依据相关车站所在地区的IATA机场代码）
- 英国全国铁路
- 美鐵（Amtrak）

## 各地例子

### 台灣

#### 台鐵
每個車站都有一套4位數編碼，幹線上個位數字為0，支線個位數字為車站順序，以該路線主要車站為中心，如台中車站(3300)，順行方向遞減，逆行方向遞增
例如:幹線上台中車站(3300)=五權車站(3310)=大慶車站(3320)=烏日車站(3330)，
支線上中洲車站(4270)=長榮大學車站(4271)=沙崙站(4272)

##### 編號範圍
- 縱貫線北段：基隆車站(0900)-竹南車站(1250)
- 海線：竹南車站(1250)-彰化車站(3360)
- 台中線：造橋車站(3140)-彰化車站(3360)
- 縱貫線南段：彰化車站(3360)-高雄車站(4400)
- 屏東線：高雄車站(4400)-枋寮車站(5120)
- 南迴線：枋寮車站(5120)-台東車站(6000)
- 台東線：台東車站(6000)-花蓮車站(7000)
- 北迴線+宜蘭線：花蓮車站(7000)-八堵車站(0920)
- 平溪線：三貂嶺車站(7330)-菁桐車站(7336)
- 深澳線：瑞芳車站(7360)-八斗子車站(7362)
- 內灣線：北新竹車站(1190)-內灣車站(1208)(末位為0者跳號)
- 六家線：竹中車站(1193)-六家車站(1194)
- 集集線：二水車站(3430)-車埕車站(3436)
- 沙崙線：中洲車站(4270)-沙崙車站(4272)

#### 台北捷運
車站出口之站名牌並無記載車站編號，僅出現於路線圖與車站月台上，以路線顏色的首字（路線顏色為紅色的路線的首字如Red的R）進行編號，於2016年至2017年分階段新增，採用路線顏色的首字+2位數編號之車站編號。以南港站（非端點站）為例：BL
22
註：由於曾設有非正式車站編號（工程編號），所有車站重新編號，大部分都與舊編號不同，以下編號格式為：（工程編號→新編車站編號）
- 文湖線：（BR / BRown）動物園站（BR13→BR01）－南港展覽館站（B11→BR24）
- 淡水信義線：（R / Red）象山站（R5→R02）－淡水站（R33→R28）

-  新北投支線：北投站（R26→R22）－新北投站（R27→R22A）

- 松山新店線：（G / Green）新店站（G1→G01）－松山站（G22→G19）

-  小潭支線：七張站（G3→G03）－小碧潭站（G1A→G03A）

- 中和新蘆線：（O / Orange）南勢角站（O19→O01）－迴龍站（O59→O21）

- 蘆洲線：大橋頭站（O8→O12）－蘆洲站（O43→O54）

- 板南線：（BL / BLue）頂埔站（BL36→BL01）－南港展覽館站（BL18→BL23）
- 環狀線：（Y / Yellow）大坪林站（Y06→Y07）－新北產業園區站（Y19→Y20）

#### 新北捷運

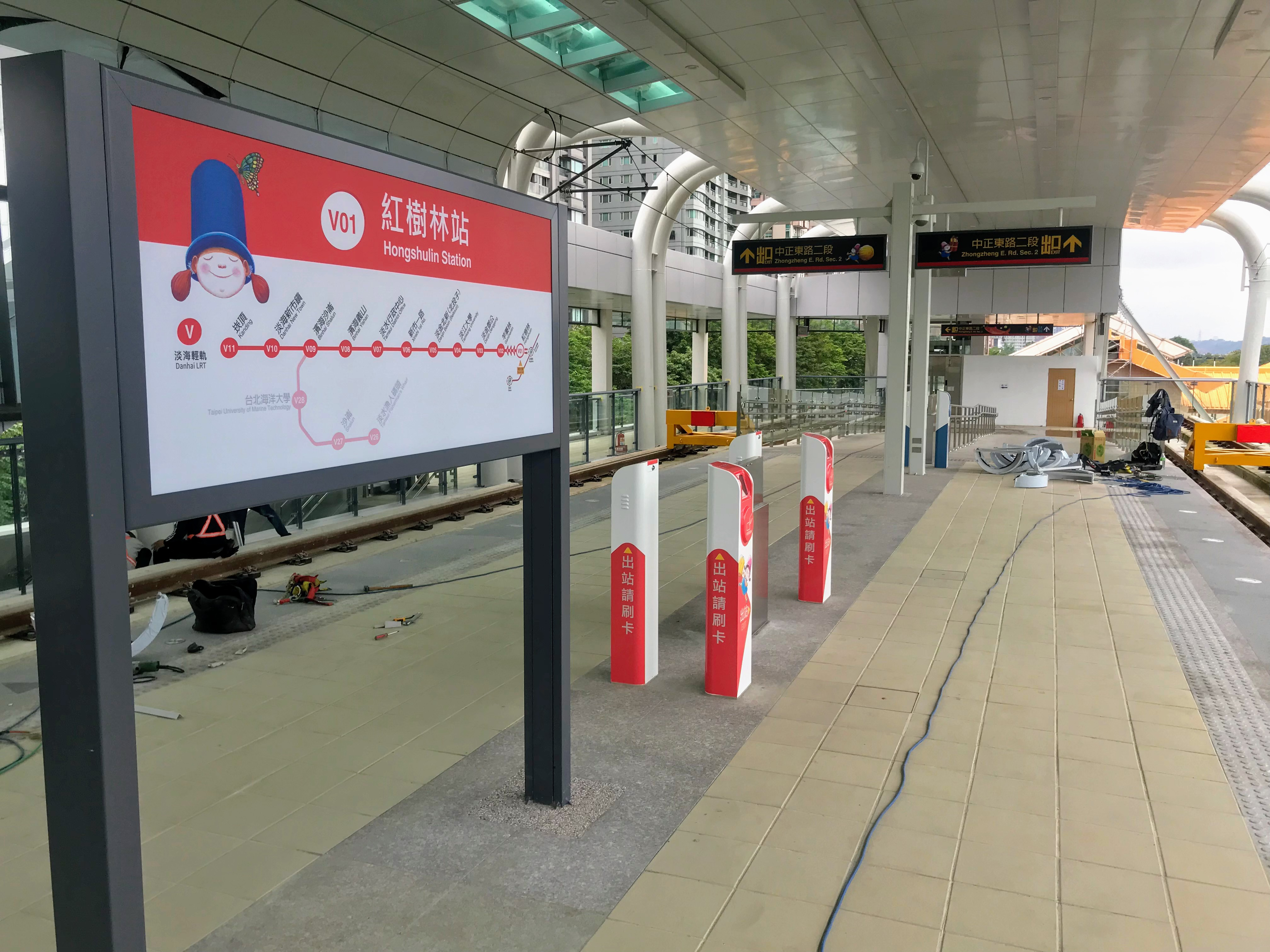
採用紅色的淡海輕軌路線圖。

為免與台北捷運既有路線網重複，採用了與其相連的淡水信義線近似的朱紅色。
- 淡海輕軌（綠山線）：（V / Vermilion）紅樹林站（V01）－崁頂站（V11）[5]

- 安坑輕軌：（K / Khaki）雙城站（K01）－十四張站（K09）

#### 桃園捷運
2017年3月2日通車時採用。並不與路線同時開業的二重站與輔大醫院站不設編號，啟用時將以分支編號（分別是A2a與A5a），機場旅館站啟用時起就採用分支編號的A14a，未啟用的機場第三航廈站則預留了A14的編號。原因是計劃時使用的編號沿用至旅客資訊的車站編號，而二重、輔大醫院、機場旅館等站並不在當初的計劃之中，而是後來追加而採用分支編號。隨著桃園機場捷運通車，一部份車站周邊有建設公司進行土地開發、建築物建設，因此車站編號常出現在建案銷售時的廣告文宣。
其編碼樣式與台北捷運略有不同，以林口站為例：A9
- 機場線（A / Airport）台北車站（A1）－老街溪站（A22）

#### 台中捷運
綠線通車前原採用「G0」到「G17」之編號邏輯，於通車前改採全數字編號，為全臺灣捷運系統中唯一因縣市首長政黨輪替而採用非顏色直覺辨別的編號方式，以舊社站為例：103，字首1代表台中第1條通車路線。
- 綠線（1 / 第1條通車路線）北屯總站（103a）－舊社站（103）－高鐵台中站（119）
- 藍線（2 / 第2條通車路線;規劃中) 台中港站（201）－市政府站（110/214）－台中車站（219/316）－帝國製糖廠站（220）

#### 台南捷運
藍線規劃中採用「B10」到「B31」之編號邏輯。
紅線規劃中採用「R1」到「R11」之編號邏輯。
- 藍線（B / Blue）大橋站（B10）－歸仁區公所站（B31）
- 紅線（R / Red）小東林森站（R1）－大湖站（R11）

#### 高雄捷運
高雄捷運為全台首個使用車站編號的捷運系統，以五塊厝站為例：O8
由於在規劃時期即有車站編號的設置，因此通車時便使用規劃時所公布的車站編號，因故取消設站的編號留空〔如愛河站（O3）、大坪頂站（R1）〕。而延伸線的車站編號為路線顏色字母開頭後面加上延伸地方的英文拼音首字母〔如岡山車站（RK1）、中鋼東門站（RL1）〕。此外，若車站在規劃時期後才設置，則車站編號以前一站之編號加上分支符號「A」表示〔如草衙站（R4A）、輕軌內惟藝術中心站（C21A）〕。並未如台北捷運或台中捷運等系統重新編號，是台灣唯一同時具有分支編號及廢除編號和同路線車站但編號代碼不完全相同的系統。

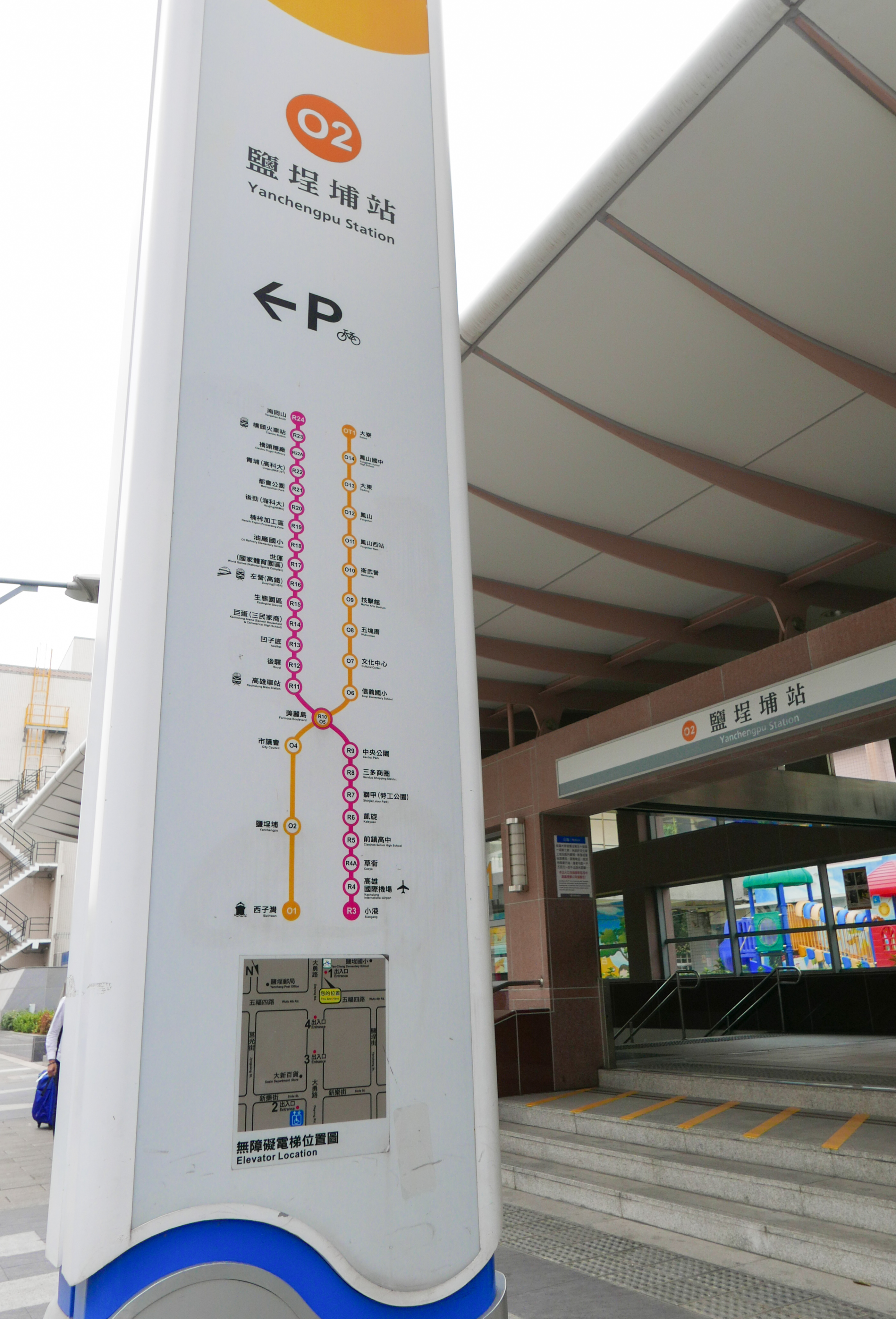
高雄捷運路線圖

- 紅線（R / Red）岡山車站（RK1）－岡山高醫站（R24）－小港站（R3）
- 橘線（O / Orange）哈瑪星站（O1）－鳳山國中站（O14）－大寮站（OT1）
- 環狀輕軌（C / Circular Line）籬仔內站（C1）– 輕軌機廠站（C37）

### 中國大陸

#### 中國國鐵

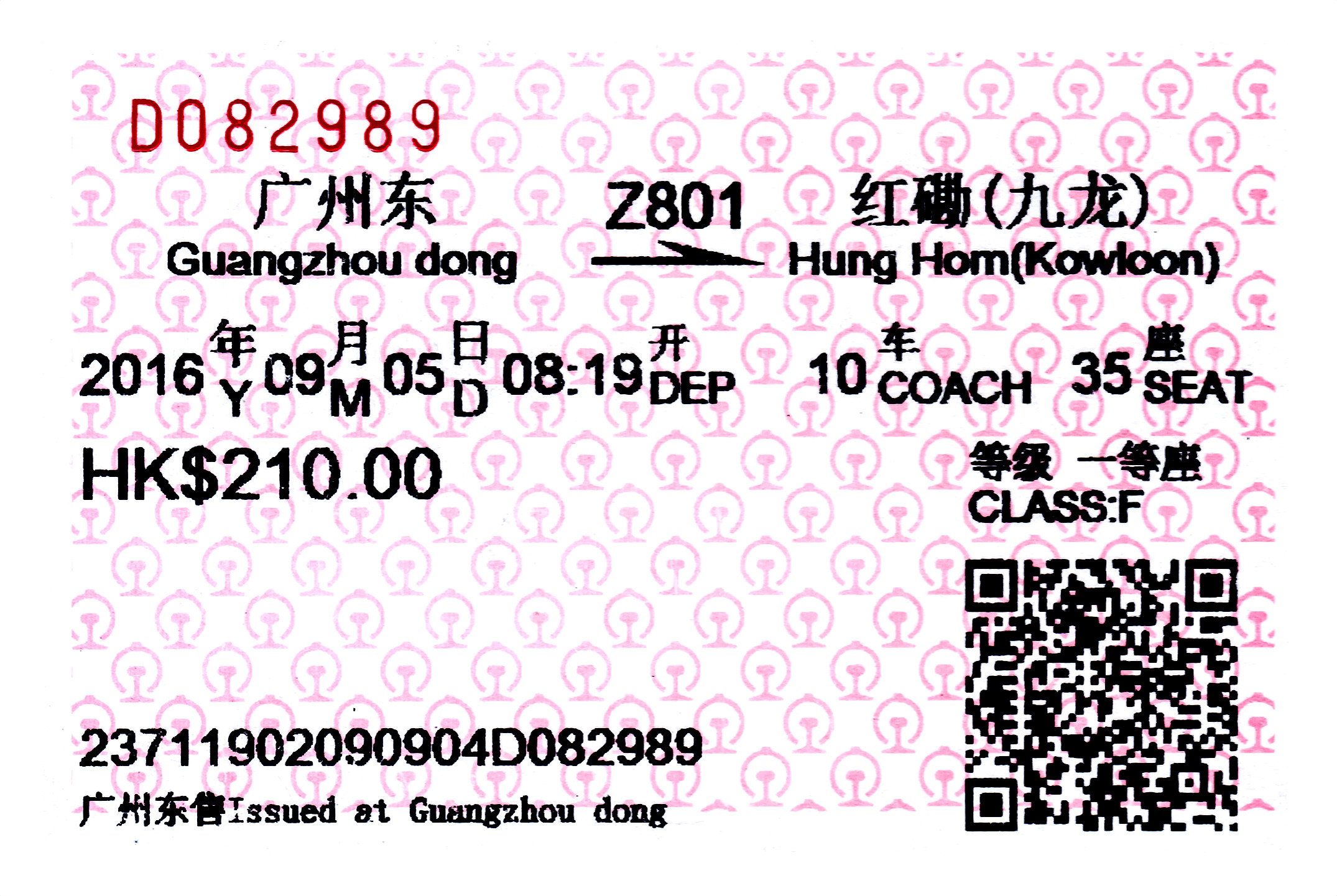
广州东站出售的一张广九直通车车票。车票左下角编码的前五位数字“23711”为广州东站的车站代码

中国国铁各车站和旅客乘降所均有唯一的车站代码，在相关的国家标准（GB/T 10302-2010）中有如下编码原则：:1
1. 车站代码为十进制数字码，由5位数字组成，代码范围为10000～89999。
2. 同一条线上车站代码尽可能连续，以干线划区域，区域内车站代码按运行方向顺序排列，递增或递减。
3. 顺序编码时，车站代码间预留3个代码，新增线路预留30～500个代码，作为增加车站需要。
4. 车站代码是无含义码，每个车站代码唯一並保持不变；车站更名代码不变，车站关闭代码則封存不再使用。

一般而言，中国铁路客票左下角的编码前五位即发售站的代码；但也有部分例外，如杭州东站发售的车票编号前五位为90041，而非国标收录的32001。:14

#### 北京地鐵
2007年前以（路線記號）+（車站編號2位）方式標示，不加入連字號或空格。如国贸站出入口标注“122”。自2007年5号线开通起，车站编号不再出现在全网线路图、新建车站的站台与出入口等地。
取消前：

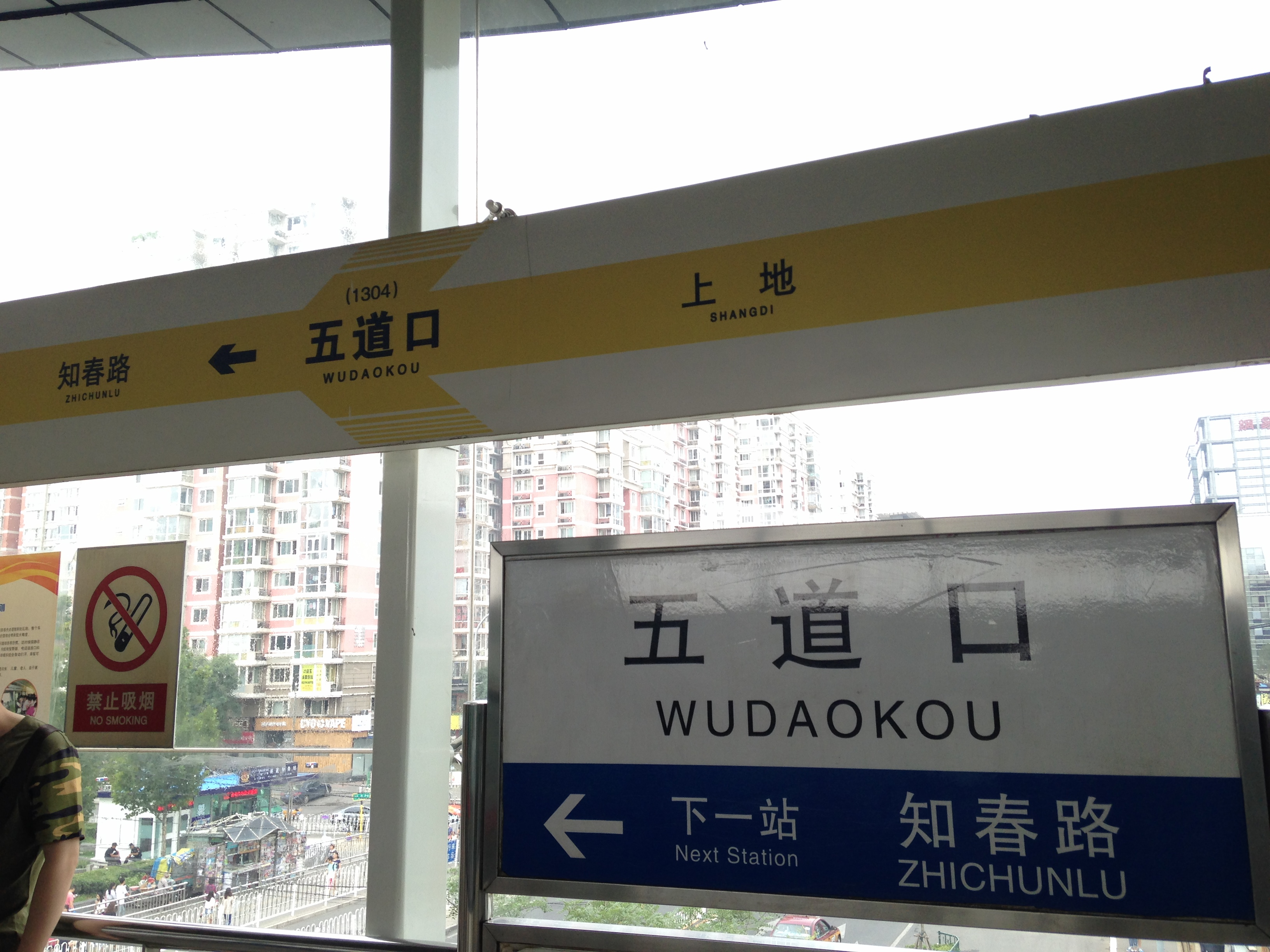
北京地鐵13號線五道口站的站名標示。站名加入標記車站編號「1304」的括號。

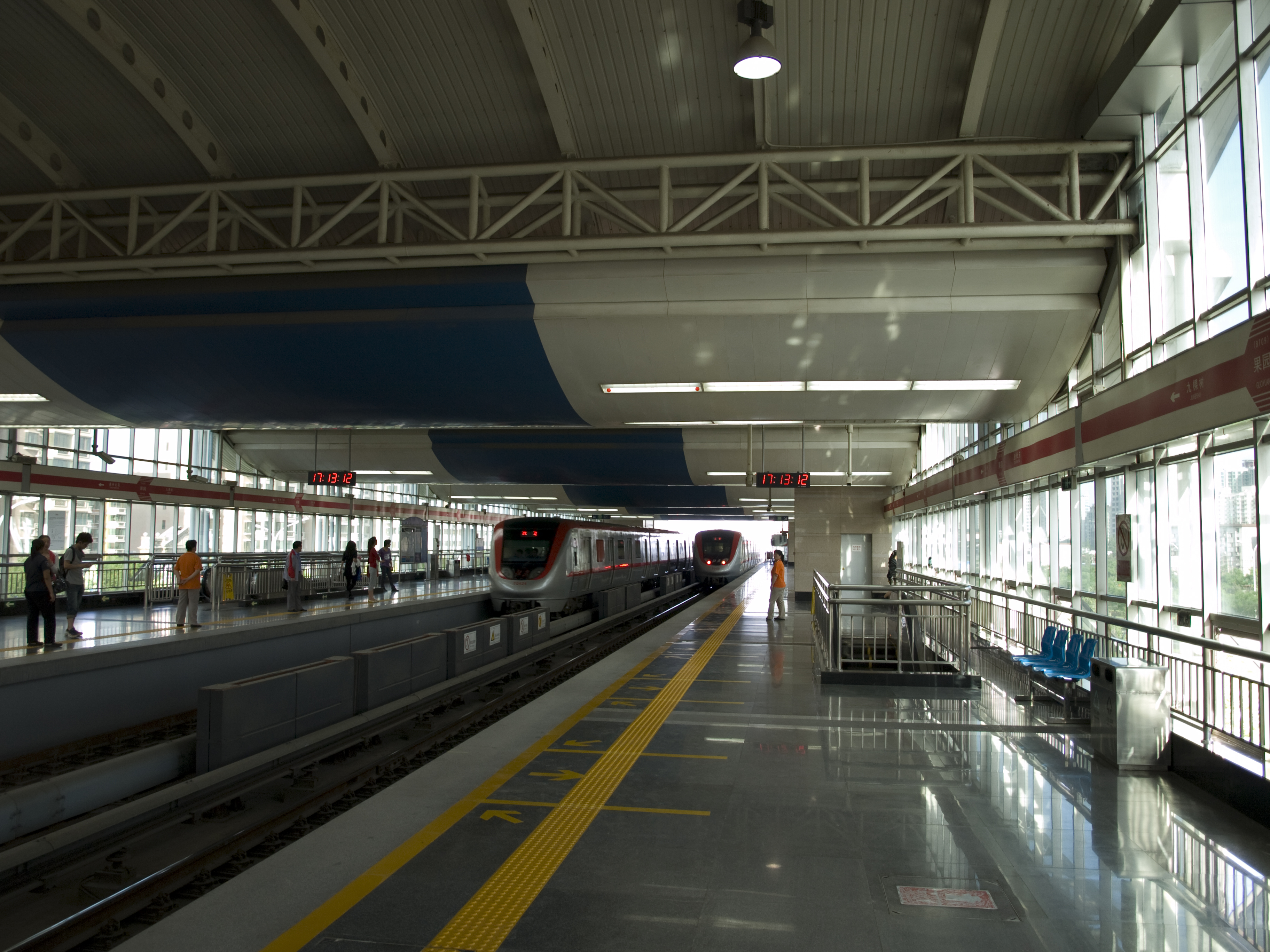
北京地铁八通线果园站站台，可见该站公开编号为“BT09”。

- █ 1号线：53号站（101）－四惠東站（125）
- █ 2号线：西直門站（201）－積水潭站（218）
- █ 13号线：西直門站（1301）－東直門站（1316）
- █ 八通线：四惠站（BT01）－土橋站（BT13）

2022年7月编制北京市地方标准《公共交通客运标志》期间，增加车站编号曾作为建议之一，但经标准编制组、主管部门及专家多次研究讨论，认为北京地铁现有站名系统基本满足需求，且增加车站编号不利后续调整及乘客识别，决定不增加车站编号。截至2022年底，北京地铁已停用车站数字编号。
内部编码（车站代码）
2010年6月发布的北京市地方标准DB11/T 717—2010《城市轨道交通设施设备分类与代码》中，以附录C（规范性附录）编制了已运营车站的车站代码表。但该代码大多为内部编号，仅1号线、2号线的代码与2007年之前线路图、站台与出入口等地公开展示的编号基本相同（但公开编号不包括位于首位的数字0。如国贸站公开编号为122，内部编号为0122）。如13号线公开编号为1301-1316，内部编号为1321-1351；八通线公开编号为BT01-BT13，内部编号为9701-9713。
北京地铁2020年4月发布的标准化技术文件中规定，车站代码取值采用000-099范围，以2递进，所有双数号码为增加车站的可能性预留。车站编码由北京市轨道指挥中心编制更新，以“北京市轨道交通指挥中心（TCC）系统技术管理规定”约定。

#### 上海軌道交通

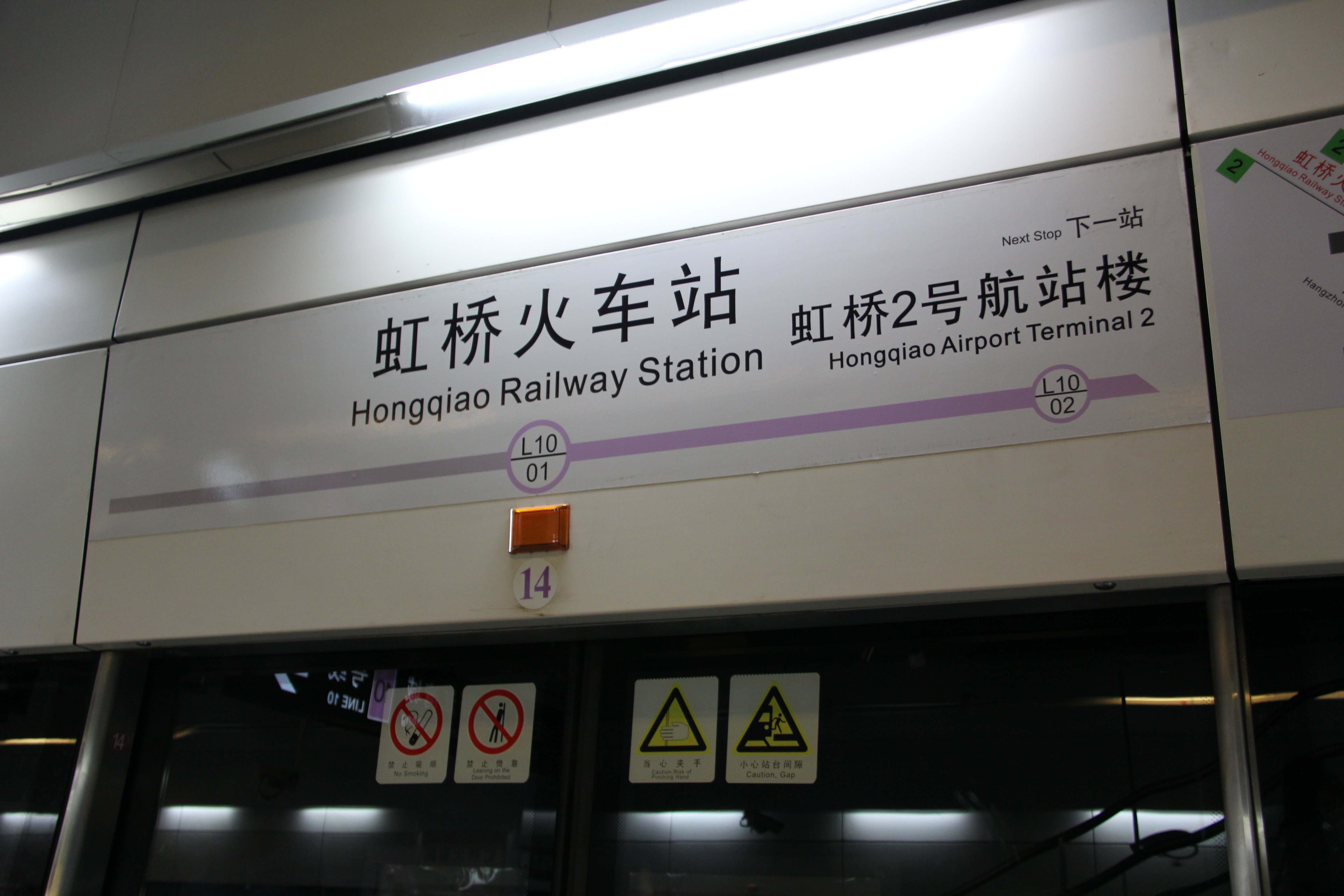
虹桥火车站站的站名牌，可见其编号为L10/01

上海曾计划以10號線为试点线路，开展建立编号标识系统，并设计了两种方案开展意见征询。最终方案二予以采纳并在10号线站名牌下方显示，形式為圓圈和分別表示綫路號和站號的代碼：
- ■10號線
  - 本線：虹橋火車站站（L10/01）－新江湾城站（L10/28）
  - 支線：龍柏新村站（L10/05-1）－航中路站（L10/05-3）

车站编号曾在屏蔽门上方贴纸（包括站名牌和线路图）、站台车站资讯栏、站台站名标识、入口位置标识等地广泛使用。一些车站的入口位置标识因新线开通而更换，这是车站编号第一次遭到取消；2014年线路图更换后也取消了车站编号；随后站台站名标识全数更换，同样取消；2022年后一些信息未变更的入口位置标识也因寿命而更换，亦取消。目前仅站名牌（不含虹桥2号航站楼6月台、陕西南路、一大会址·新天地、老西门、新江湾城）和部分站台车站资讯栏及入口位置标识依然保留。

#### 重慶軌道交通
重庆轨道交通的视觉导向系统由曾设计東日本旅客鐵道车站导向标识的GK設計集團设计，车站编号的形式為實心圓圈和分別代表綫路和站點的數字來編碼車站，其中綫路號字體略大於站號，用於月台门上方的贴纸，以邱家湾站爲例:

文字路线则采用线路名代表线路（不含「线」字），如环线弹子石站和江跳线圣泉寺站：
綫網圖曾经使用的方形編碼，以邱家湾站爲例：6
02，目前线网图上已经取消车站编号。

#### 廣州地鐵及有軌電車
2016年起，在车站导向系统中加入数字或英文字母编码，格式为线路代码车站编号。綫路代碼使用純阿拉伯數字，部分路綫的其中一個車站早前獲編號為“01”（例如7號綫廣州南站的车站编码直接被编为(7|01)以及3號綫番禺廣場站直接被编为(3|01)），並沒有考慮到延長段車站編號的問題，為了保持車站編號的唯一性，部分延長段的車站編號左側附上“01-”。示例：
- ■1号线西塱站（101）－广州东站（116）
- ■APM线廣州塔站（APM01）－林和西站（APM09）
- ■广佛地铁新城东站（GF01）－沥滘站（GF25）
- ■3號綫海傍站（301-4）－机场北站（330），其中东延段海傍站（301-4）－傍江站（301-1）的車站編號左側附上“01-”
- ■7號綫美的大道站（701-8）－燕山站（720），其中西延段美的大道站（701-8）－大洲站（701-1）的車站編號左側附上“01-”

值得一提的是，從2017年起，由廣州地鐵實際運營的广州海珠有轨电车1号线开始采用站點編號，广州黄埔有轨电车1号线亦从2021年起跟随，例如：
- ■广州海珠有轨电车1号线會展西站：THZ106
- ■广州黄埔有轨电车1号线新丰路站：THP119

#### 佛山地鐵及有軌電車
佛山地铁集团跟随广州地铁格式管理车站编号，唯编号外框采用扁长八边形，而不是圆角矩形
- ■佛山地铁2号线南庄站（F211）－广州南站（F227）

佛山市轨道交通发展有限公司也效仿上述做法，在以下有軌電車線路上導入：
- 高明区现代有轨电车示范线（已停运）荷城站：TGM107
- 南海有轨电车1号线𧒽岗站：TNH101

#### 东莞轨道交通
2019年起，在车站导向系统中加入数字编码，格式与广州地铁一致，均为线路代码车站编号。
綫路代碼使用純阿拉伯數字，并不是官方所推行的形如R1/R2的組合，在未來和廣州地鐵或其它灣區軌道交通系統接駁后可能會面臨代碼衝突的問題。示例：
- 东莞轨道交通2号线：东莞火车站（201）－虎门火车站（215）

#### 無錫地鐵
無錫地鐵采用與上海軌道交通10號線一致的車站編號系統，曾经被应用于1號綫、2號綫和3號綫。4號綫开始不再设置车站编号，1号线也随S1线开通更换物料而取消。
使用效果例如2號綫的無錫東站：

#### 成都地铁
于2020年8月起引入，采用与广州地铁基本相同（除了1~9号线线号前补0）的格式，即线路代码车站代码，原则上按从北向南、从东向西依次递增的顺序，但有如下例外：
1. 1号线支线段分别为广都站及五根松站赋予01Y1和01Y2
2. 6号线和17号线从西向东递增，9号线从南向北递增
3. 7号线因为是环线，从火车北站开始逆时针依次递增编号直至驷马桥站。

示例：
3号线：成都医学院站0301 - 双流西站0337
另外有轨电车线路的代码依次从91至99编制，例如已开通的成都有轨电车蓉2号线采用“92”作为线路代码，与1号线一样为支线段车站赋予Y1~Y14车站代码。

#### 郑州地铁
引入时间不详，格式上同成都地铁，但没有圆角矩形外框及竖线。此外除5号线之外其他已开通线路起始编号并非01结尾，不排除相关线路延伸补全的可能。
示例：1号线 河南工业大学站（0114）-河南大学新区站（0143）

#### 青島地鐵
青岛地铁于2号线西延伸段引入，但目前只有西延伸三站（四川路（轮渡）站、小港站、国际邮轮港站）的月台门路线图使用。格式为圆形无填充，路线号字体略小于站号，中间没有分割线，如小港站：

### 大韓民國

#### 首都圈電鐵

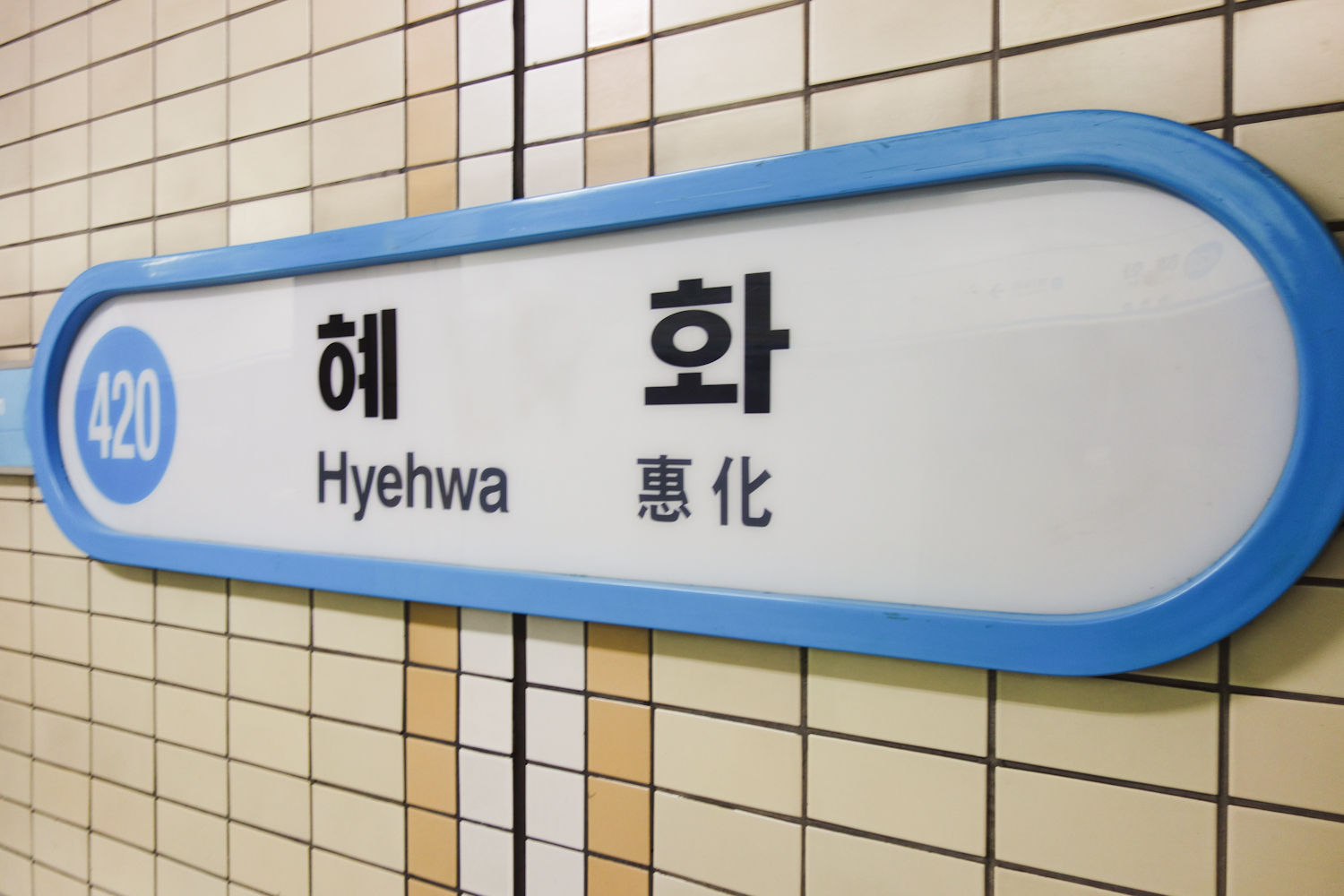
首爾地下鐵4號線的站名標示

韓國鐵道公社、首爾交通公社、首爾市地鐵9號線株式會社、仁川交通公社、KORAIL機場鐵路株式會社、新盆唐線株式會社所有營運的鐵路（參見韓國的地鐵系統）。1985年起3、4號線通車時正式全數路線實施車站編號。當初編號只有兩位，2000年後路線編號增加至現在的三位。
| 色 | 系統                 | 路線、路段                                                                                          |
| --- | -------------------- | --------------------------------------------------------------------------------------------------- |
| | 1號線                | 京元電鐵線 逍遙山站（100）－清涼里站（124）                                                         |
| 首爾地鐵1號線 清涼里站（124）－「首爾站」站（地下）（133） | 1號線                | |
| 京釜電鐵線 - 「首爾站」站（地下）、首爾站（地面）（133）－九老站（141） - （P / Point）加山數碼團地站（P142）－天安站（P169） - 支線（K / Korail）衿川區廳站（P144）－光明站（K410） | 1號線                | |
| 京仁線 九老站（141）－仁川站（161） | 1號線                | |
| 長項電鐵線 天安站（P169）－新昌站（P177） | 1號線                | |
| 餅店基地線 餅店站（P157）－西東灘站（P157-1） | 1號線                | |
| | 2號線                | 乙支路循環線（本線）市廳站（201）－忠正路站（243）－市廳站（201）                                   |
| 聖水支線 龍踏站（211-1）－新設洞站（211-4） | 2號線                | |
| 新亭支線 道林川站（234-1）－喜鵲山站（234-4） | 2號線                | |
| | 3號線                | 一山線 大化站（309）－紙杻站（319）                                                                 |
| 首爾地鐵3號線 紙杻站（319）－梧琴站（352） | 3號線                | |
| | 4號線                | 首爾地鐵4號線 堂嶺站（409）－南泰嶺站（434）                                                        |
| 果川線 南泰嶺站（434）－衿井站（443） | 4號線                | |
| 安山線 衿井站（443）－烏耳島站（456） | 4號線                | |
| | 5號線                | 本線 傍花站（510）－河南黔丹山站（558）                                                             |
| 支線（P / Point）遁村洞站（P549）－馬川站（P555） | 5號線                | |
| | 6號線                | 鷹岩站（610）－新內站（648）                                                                        |
| | 7號線                | 長岩站（709）－石南站（761）                                                                        |
| | 8號線                | 岩寺站（810）－牡丹站（826）                                                                        |
| | 9號線                | 開花站（901）－中央報勳醫院站（938）                                                                |
| | 京義·中央線          | 京義線 - （P / Point）首爾站（P313）－新村站（P314） - （K / Korail）加佐站（K315）－文山站（K335） |
| 龍山線（K / Korail）龍山站（K110）－孔德站（K312）－加佐站（K315） | 京義·中央線          | |
| 京元線（K / Korail）龍山站（K110）－清涼里站（K117） | 京義·中央線          | |
| 中央線（K / Korail）清涼里站（K117）－龍門站（K137） | 京義·中央線          | |
| | 京春線               | 忘憂線（K / Korail）光云大學站（119）－上鳳站（K120）－忘憂站（K121）                                 |
| 京春線（P / Point）忘憂站（K121）－春川站（P140） | 京春線               | |
| | 水仁·盆唐線          | 盆唐線（K / Korail）清涼里站（K209）－水原站（K245）                                                |
| 水仁線（K / Korail）水原站 （K245）－烏耳島站（K258）－達月站（K259）－仁川站（K272）                                                                                                | 水仁·盆唐線          | |
| | 京江線               | （K / Korail）板橋站（K410）－驪州站（K420）                                                        |
| | 西海線               | （S / Seohae）素砂站（S16）－元時站（S28）                                                          |
| | 仁川1號線            | （I / Incheon）桂陽站（I110）－松島月光慶典公園站（I139）                                           |
| | 仁川2號線            | （I / Incheon）黔丹梧柳站（I201）－雲宴站（I227）                                                   |
| | 仁川國際機場鐵道     | （A / Airport）首爾站（A01）－仁川國際機場2號航站樓站（A11）                                        |
| | 新盆唐線             | （D / Digital）江南站（D07）－光教站（D19）                                                         |
| | 議政府輕電鐵         | （U / Uijeongbu）鉢谷站（U110）－塔石站（U125）                                                     |
| | 龍仁輕電鐵           | （Y / Yongin）器興站（Y110）－前垈·愛寶樂園站（Y124）                                               |
| | 首爾輕電鐵牛耳新設線 | （S / Seoul）北漢山牛耳站（S110）－新設洞站（S122）                                                 |
| | 仁川機場磁懸浮線     | （M / Maglev）仁川國際機場站（M01）－龍遊站（M06）                                                  |

#### 釜山交通公社

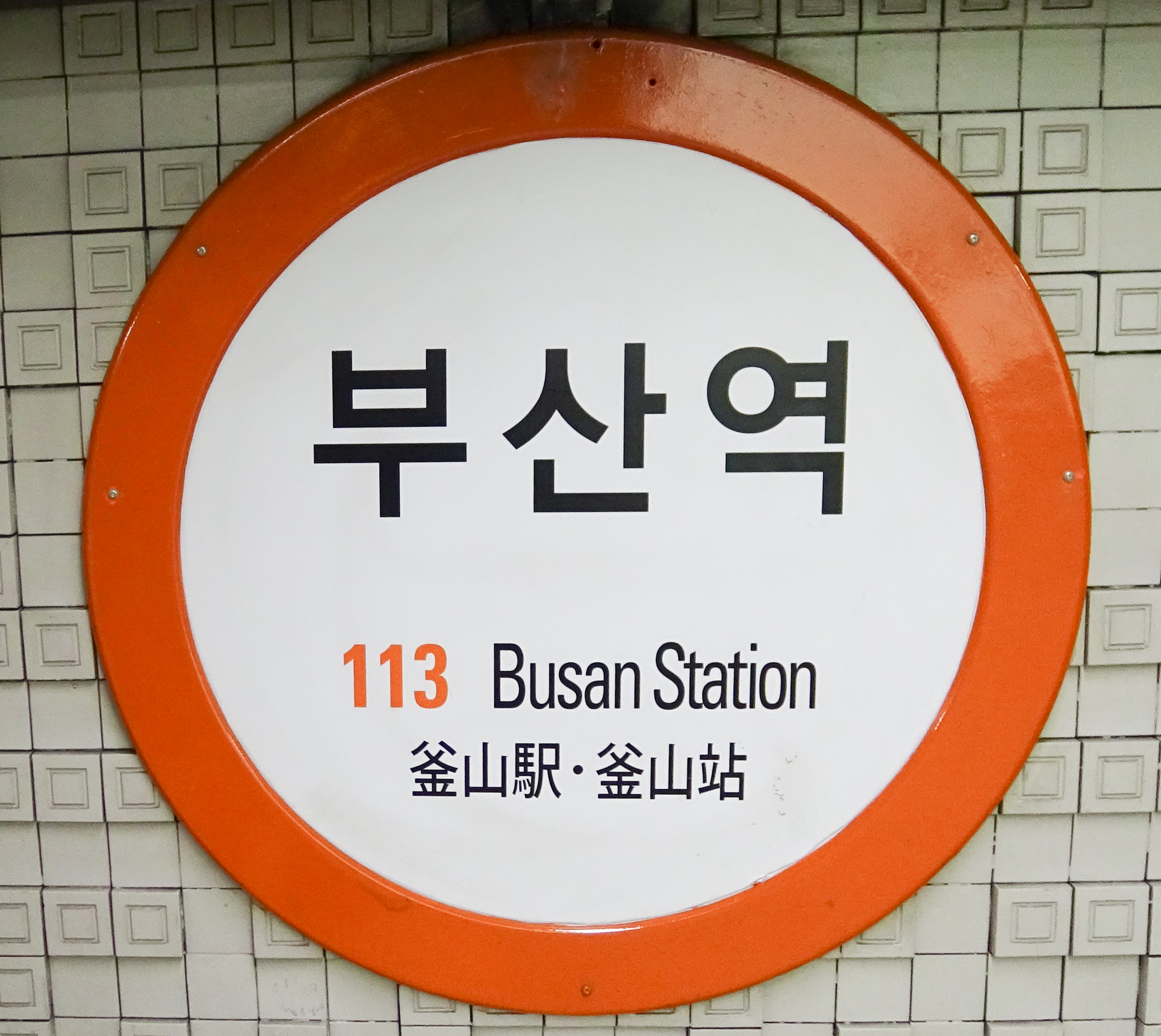
釜山都市鐵道1號線的站名標示

- ●釜山都市铁道1号线 多大浦海水浴場站（095）－老圃站（134）
- ●釜山都市铁道2号线 萇山站（201）－梁山站（243）
- ●釜山都市铁道3号线 水營站（301）－大渚站（317）
- ●釜山都市铁道4号线 美南站（401）－安平站（414）

#### 韓國鐵道公社
- ●广域电铁东海线 釜田站（K110）－日光站（K124）

#### 釜山－金海輕軌
- ●釜山－金海轻电铁 沙上站（1）－加耶大站（21）

#### 大邱都市鐵道公社
- ●大邱都市铁道1号线 舌化椧谷站（115）－安心站（146）
- ●大邱都市鐵道2號線 汶陽站（216）－嶺南大站（244）
- ●大邱都市鐵道3號線 漆谷慶大醫院站（312）－龍池站（341）

#### 光州廣域市都市鐵道公社
- ●光州都市铁道1号线 鹿洞站（100）－平洞站（119）

#### 大田廣域市都市鐵道公社
- ●大田都市铁道1号线 板岩站（101）－盤石站（122）

### 新加坡

#### 地鐵
- ■南北線（NS / North South） NS1  裕廊東站－ NS28  濱海南碼頭站
- ■東西線（EW / East West） EW1  巴西立站－ EW33  大士连路站
  - ■樟宜機場支線（CG / ChanGi）（ EW4  丹那美拉站）－ CG1  博覽站－ CG2  樟宜機場站
- ■東北線（NE / North East） NE1  港灣站－ NE18  榜鵝海岸站
- ■環線（CC / CirCle） CC1  多美歌站－ CC29  港灣站
  - ■滨海湾支线（CE /Circle Extention）（ CC4  寶門廊站）－ CE1  海灣舫站－ CE2  濱海灣站
- ■濱海市區線（DT / DownTown） DT1  武吉班讓站－ DT35  博覽站
- ■湯東線（TE /Thomson-East coast） TE1  兀蘭北站－ TE29  碧湾站

#### 輕軌
- ■武吉班讓輕軌（BP / Bukit Panjang）  BP1  蔡厝港站－ BP13  武吉班让站－ BP14  十里廣場站
- ■盛港輕軌（S / Sengkang）
  -  STC  盛港站
  -  SE1  康埔樺站－ SE5  蘭崗站
  -  SW1  振林站－ SW8  仁宗站
- ■榜鵝輕軌（P / Punggol）
  - PTC 榜鵝站
  - PE1 海灣站－PE7 達邁站
  - PW1 三記站－PW7 樹德站

### 马来西亚

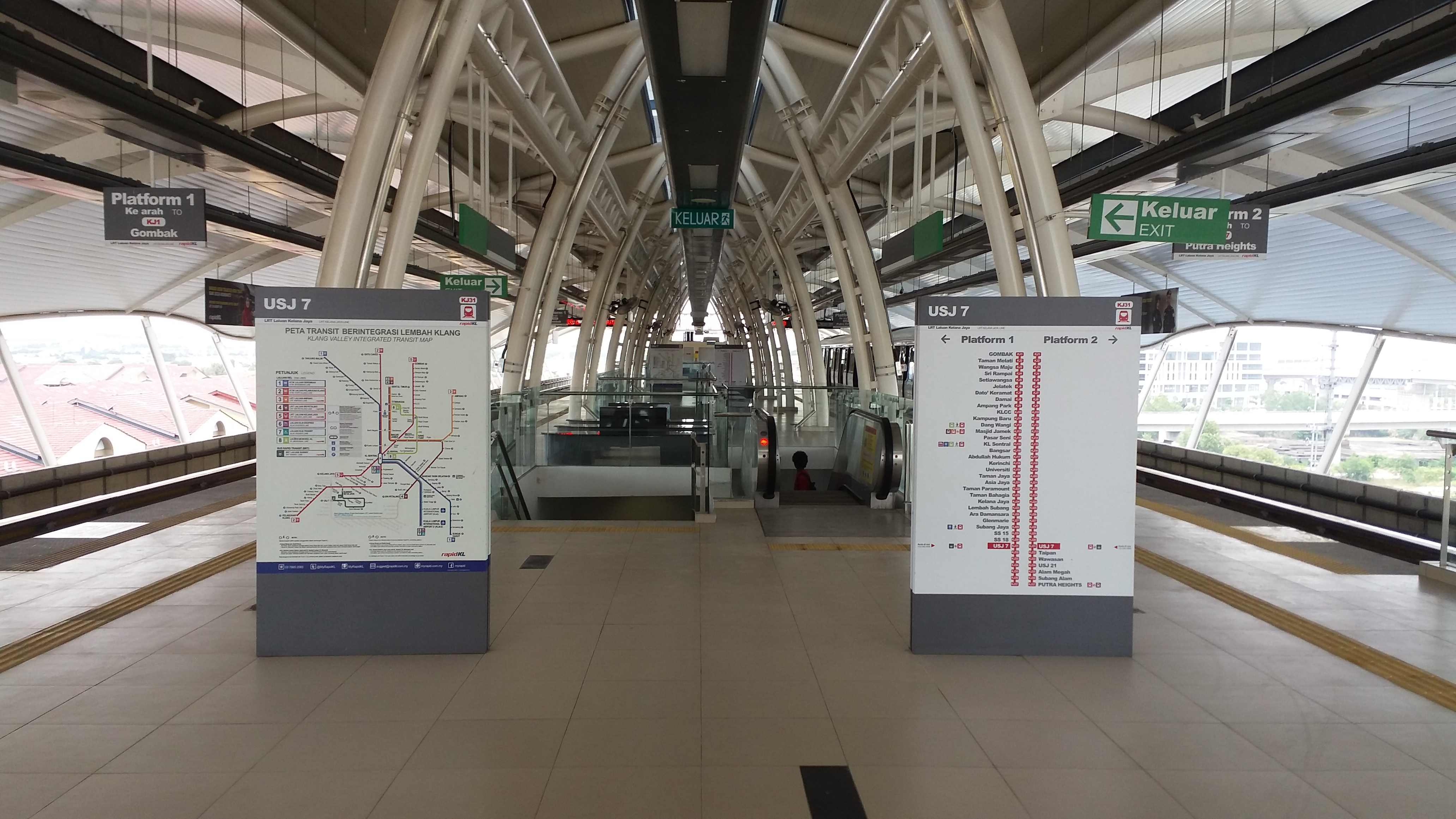
USJ7站的巴生谷轨道交通线路图和格拉那再也线路图

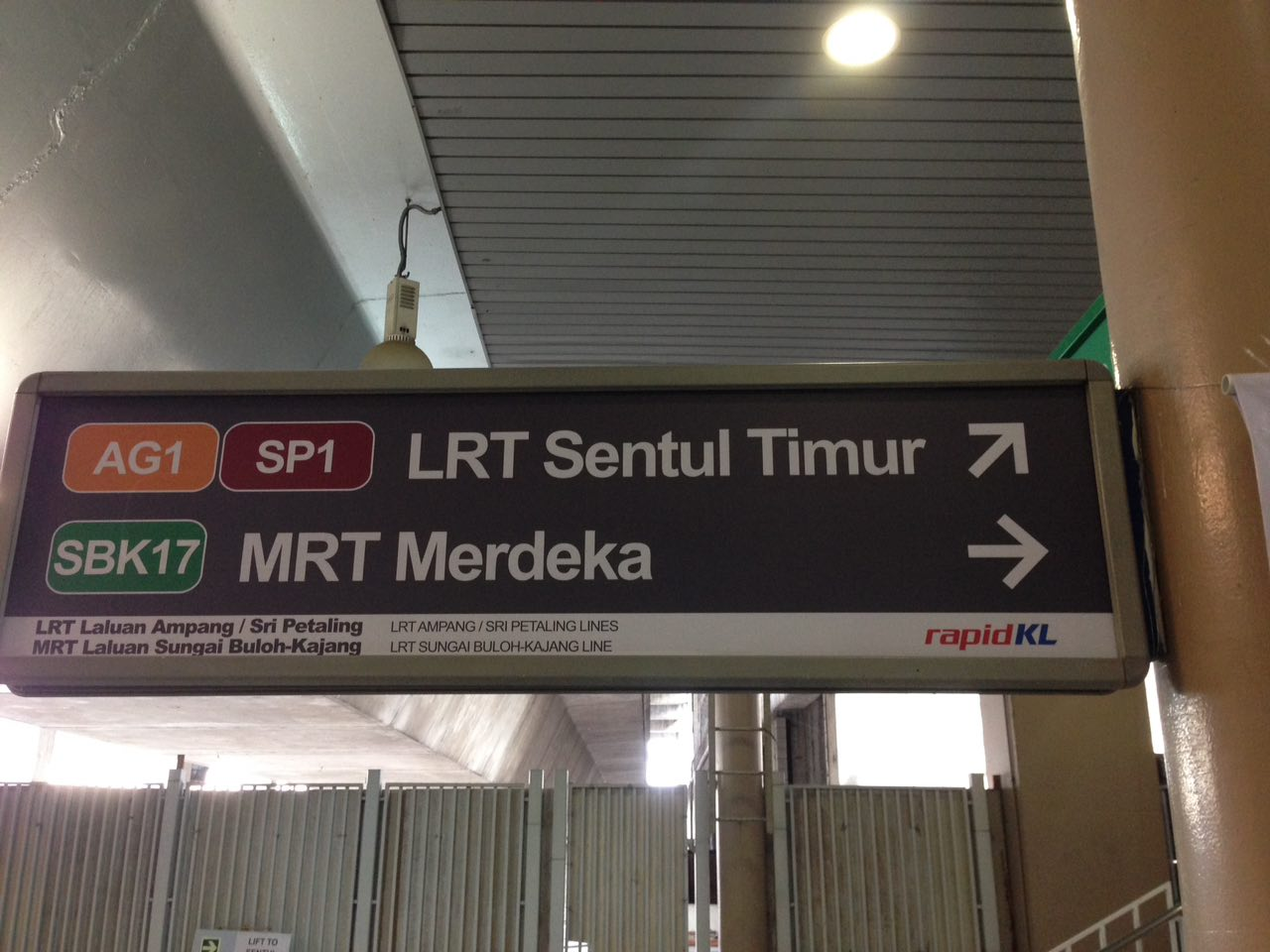
位于吉隆坡人民广场站的一个车站编号牌，左上方是前往冼都东站而右边则是前往新启用的默迪卡站

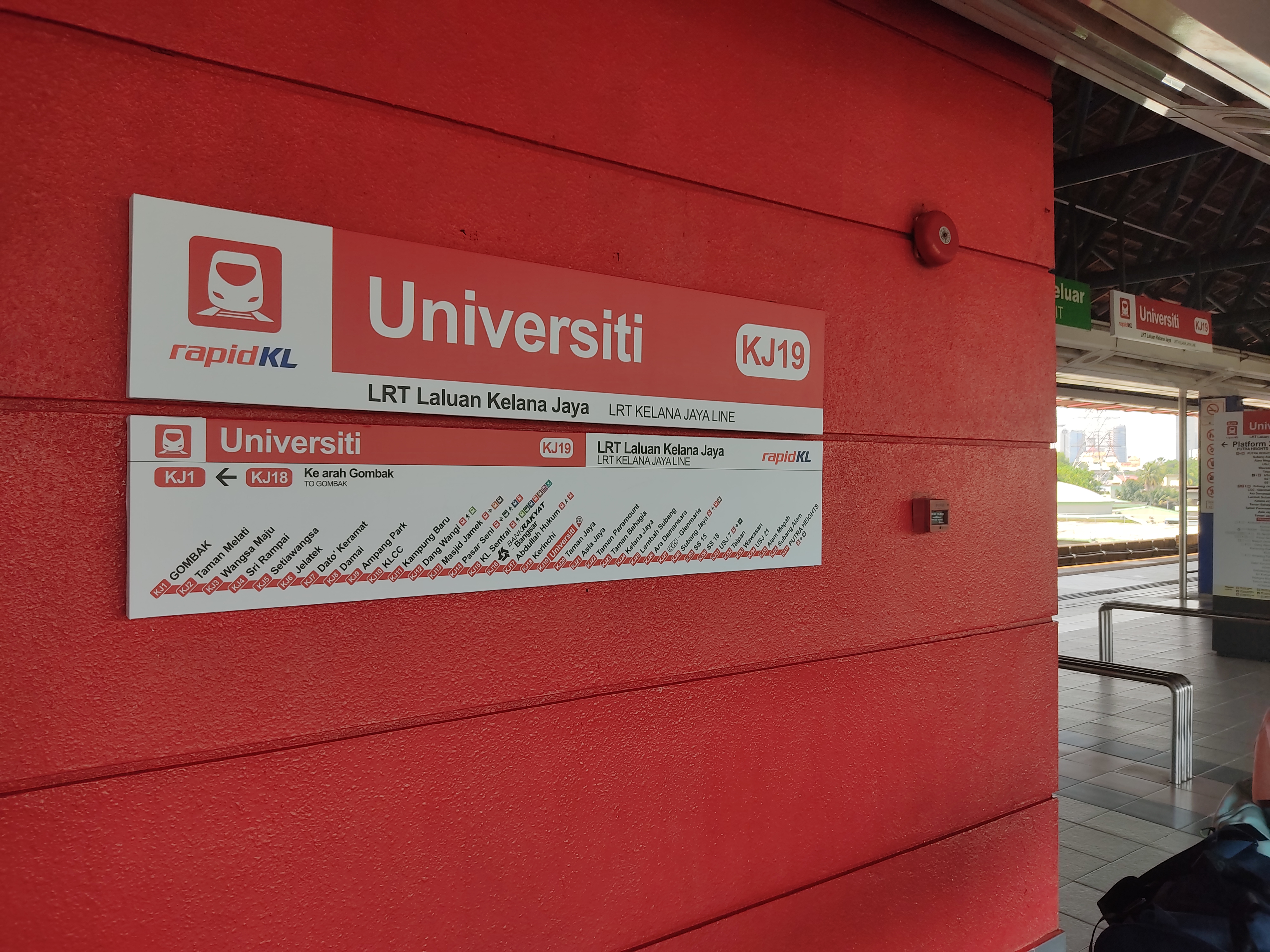
格拉那再也线的站名标示

以下路线皆属于巴生谷综合运输系统。

#### 运营中
- 1 芙蓉线（KC/KA/KB，前缀来源不明） KC05  黑风洞站（英语：Batu Caves Komuter station）－ KB17  普罗士邦／淡边站
- 2 巴生港线（KA/KD，前缀来源不明） KA15  丹绒马林站－ KD19  巴生港站（英语：Port Klang Komuter station）
- 3 安邦线（AG / Ampang） AG1  冼都东站－ AG18  安邦站
- 4 大城堡线（SP / Sri Petaling） SP1  冼都东站－ SP31  布特拉高原站
- 5 格拉那再也綫（KJ / Kelana Jaya） KJ1  鹅唛站－ KJ37  布特拉高原站
- 6 吉隆坡机场快线（KE / KLIA Ekspres） KE1  吉隆坡中央车站－ KE3  吉隆坡第二国际机场站
- 7 吉隆坡机场支线（KT / KLIA Transit） KT1  吉隆坡中央车站－ KT6  吉隆坡第二国际机场站
- 8 吉隆坡單軌列車（MR / KL Monorail） MR1  吉隆坡中央车站－ MR11  蒂蒂旺沙站
- 9 加影线（KG / Kajang） KG04  桂莎白沙罗站－ KG35  加影站
- 10 天空花园线（KS / KTM Skypark Link） KS01  吉隆坡中央车站－ KS03  天空花园航站楼站（英语：Terminal Skypark Komuter station）
- 12 布城线（PY / Putrajaya） PY01  桂莎白沙羅站－ PY41  布城中央车站
- B1 双威BRT（SB / Sunway BRT） SB1  斯迪亚再也站（英语：Setia Jaya station）－ SB7  USJ7站

加影线曾称双溪毛糯－加影线，使用SBK编号前缀，布城线曾称双溪毛糯－沙登－布城线，使用SSP前缀，两线路更名后改用现状KG和PY。

#### 建设中
- 11 莎阿南线（JS / Johan Setia） JS1  萬達鎮站－ JS26  佐汉瑟迪亚站（英语：Johan Setia LRT station）

### 泰國

#### 曼谷大眾運輸系統（BTS）
以暹羅站為中心向東西南北編號。

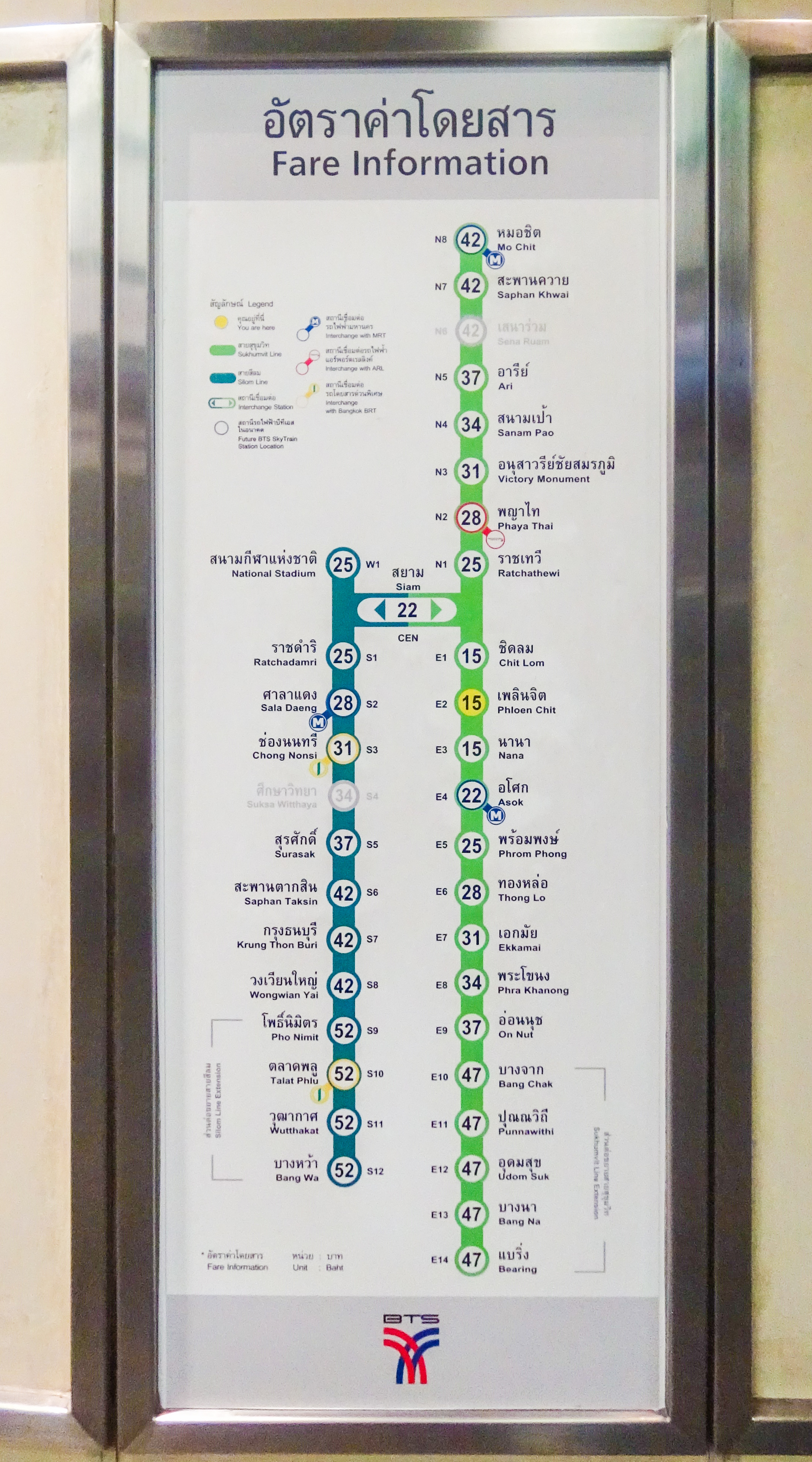
BTS路線圖

- ■素坤逸線：窟口站（N24）－拉差貼威站（N1）－暹羅站（CEN）－七隆站（E1）－凯哈站（E23）
  - 預定延長路段：外环路东站（N28）－窟口站（N24）；凯哈站（E23）－曼布站（E27）
- ■是隆線：國家運動場站（W1）－暹羅站（CEN）－拉差丹利站（S1）－曼瓦站（S12）
  - 預定延長路段：曼瓦站（S12）－达铃参站（S18）
- 曼谷旅客捷運金線：吞武里城站（G1）－空讪站（G3）

#### 曼谷地铁
- 藍線：塔帕站地下月台（BL01-U）－伊沙拉帕站（BL32）－塔帕站高架月台（BL01-L）－曼派站（BL33）－叻松站（BL38）
- 紫線：空曼派站（PP01）－岛本站（PP16）

#### 蘇凡納布機場捷運
- 素万那普站（A1）－披耶泰站（A8）

### 印度尼西亚
- 雅加达专线巴士
- 通勤線電動列車
  - 中央線：雅加達城區站（C-01）－茂物站（C-25）
  - 環線：干冬墟站（L-01）－茂物站（L-30）
  - 環線南波支線：Citayam站（LN-01）－茂物站（LN-05）
  - 蘭加士勿洞線：丹拿望站（R-01）－蘭加士勿洞站（R-22）
  - 芝卡朗線：雅加達城區站（B-01）－芝卡朗站（B-22）
  - 芝卡朗線老巴剎支線：甘榜班丹站（BP-01）－Pondok Jati站（BP-07）
  - 丹格朗線：都利站（T-01）－丹格朗站（T-11）
  - 丹戎不碌線：雅加達城區站（TP-01）－丹戎不碌站（TP-01）
- 蘇加諾-哈達機場鐵路：芒加莱站（英语：Manggarai railway station）（A-01）－苏加诺-哈达机场站（英语：SHIA railway station）（A-05）
- 雅加達地鐵南北線：布陆斯谷站（M-01）－印度尼西亞大酒店圓環站（M-13）
- 雅加达轻轨：北径山二路站（英语：Pegangsaan Dua LRT station）（S-01）－自行车馆站（英语：Velodrome LRT station）（S-06）
- 阿迪·苏马尔莫国际机场铁路：克拉登站（AS-01）－阿迪·苏马尔莫国际机场站（AS-05）
- 日惹国际机场铁路：日惹站（Y-01）－日惹国际机场站（Y-11）
- 婆多罗·奎師那铁路巴士：Purwosari（BK-01）－Wonogiri站（BK-05）

### 美国

#### 华盛顿地铁
- 紅線：凉荫丛站（A15）－地铁中心站（A01）－画廊站（B01）－诺玛-高立德大学站（B35）－格兰蒙特站（B11）
  - 诺玛-高立德大学站为飞地式编号
- 藍線：法兰克尼亚-春田站（J02）－梵东街站（英语：Van Dorn Street station）（J01）－国王街-古城站（英语：King Street–Old Town station）（C13）－地铁中心站（C01）－联邦三角站（D01）－体育场-军械库站（D08）－班宁路站（英语：Benning Road station）（G01）－拉戈镇中心站（英语：Largo Town Center station）（G05）
  - 其中C11编号空缺，预留在建波多马克车厂站（英语：Potomac Yard station）
- 橙線：维也纳站（英语：Vienna station (Washington Metro)）（K08）－法院大楼站（英语：Court House station）（K01）－罗斯林站（C05）－地铁中心站（C01）－联邦三角站（D01）－新卡罗顿站（D13）
- 黃線：亨廷顿站（英语：Huntington station (Washington Metro)）（C15）－五角大厦站（C07）－朗方广场站（F03）－画廊站（F01）－维农山广场站（英语：Mount Vernon Square station）（E01）－绿带站（E10）
  - 与蓝线同样C11空缺
- 綠線：分支大道站（英语：Branch Avenue station）（F11）－画廊站（F01）－维农山广场站（英语：Mount Vernon Square station）（E01）－绿带站（E10）
- 銀線：威利-雷斯顿东站（英语：Wiehle–Reston East station）（N06）－麦克莱恩站（英语：McLean station）（N01）－东瀑布教堂站（英语：East Falls Church station）（K05）－法院大楼站（英语：Court House station）（K01）－罗斯林站（C05）－地铁中心站（C01）－联邦三角站（D01）－体育场-军械库站（D08）－班宁路站（英语：Benning Road station）（G01）－拉戈镇中心站（英语：Largo Town Center station）（G05）

#### 亚特兰大地铁
其中五点车站未设置编号，下文略过
- 亚特兰大地铁红线：北泉站（英语：North Springs (MARTA station)）（N11）－桃树中心站（英语：Peachtree Center (MARTA station)）（N1），加内特站（英语：Garnett (MARTA station)）（S1）－机场站（英语：Airport (MARTA station)）（S7）
- 亚特兰大地铁金线（英语：Gold Line (MARTA)）：多拉维尔站（英语：Doraville (MARTA station)）（NE10）－莱诺克斯站（英语：Lenox (MARTA station)）（NE7）－林德伯格中心站（英语：Lindbergh Center (MARTA station)）（N6）－桃树中心站（英语：Peachtree Center (MARTA station)）（N1），加内特站（英语：Garnett (MARTA station)）（S1）－机场站（英语：Airport (MARTA station)）（S7）
- 亚特兰大地铁蓝线（英语：Blue Line (MARTA)）：汉密尔顿·E·霍尔姆斯站（英语：Hamilton E. Holmes (MARTA station)）（W5）－世界会议中心/有线电视新闻网中心站（英语：GWCC/CNN Center station）（B01），乔治亚州站（英语：Georgia State (MARTA station)）（E1）－印第安溪站（英语：Indian Creek (MARTA station)）（E9）
- 亚特兰大地铁绿线（英语：Green Line (MARTA)）：护岸站（英语：Bankhead (MARTA station)）（P4）－阿什比站（英语：Ashby (MARTA station)）（A3）－世界会议中心/有线电视新闻网中心站（英语：GWCC/CNN Center station）（B01），乔治亚州站（英语：Georgia State (MARTA station)）（E1）－埃文代尔站（英语：Avondale (MARTA station)）（E7）
  - 绿线不停靠蓝线的东湖站（英语：East Lake station）（E5）和迪凯特站（英语：Decatur (MARTA station)）（E6），因此跳号

## 腳注